# Psi-tectorigénine
La psi-tectorigénine est un composé organique de la famille des isoflavones O-méthylées, un type de flavonoïde. Elle est notamment présente dans Nocardiopsis sp, Belamcanda chinensis, Dalbergia sissoo et Stemphylium sp. No. 644.